# الجيش الأول (الدولة العثمانية)
الجيش الأول جيش عثماني يقع مقره في العاصمة العثمانية إسطنبول، في الحرب العالمية الأولى خاض الجيش الأول معاركه ضد القوات البريطانية والفرنسية في حملة الدردنيل.